# Étoile du Congo
L'Étoile du Congo è una società calcistica con sede a Brazzaville in Congo.
Il club milita nella massima serie calcistica congolese e gioca le gare casalinghe allo stadio Alphonse Massemba-Débat.

## Rosa
| N. |                           | Ruolo | Calciatore            |
| -- | ------------------------- | ----- | --------------------- |
| 5  | Rep. del Congo (bandiera) | D     | Roland Abomby         |
| 11 | Rep. del Congo (bandiera) | C     | Gael Lebally-Gassilat |
| 14 | Rep. del Congo (bandiera) | C     | Renaud Okakas-Otolo   |
| 16 | Rep. del Congo (bandiera) | P     | Gildas Mouyabi-Kiyari |

| N. |                           | Ruolo | Calciatore                |
| -- | ------------------------- | ----- | ------------------------- |
| 17 | Rep. del Congo (bandiera) | A     | Jonathan Mbou             |
| 19 | Rep. del Congo (bandiera) | D     | Lansara Camara            |
| 23 | Rep. del Congo (bandiera) | C     | Fredy Wilfrid Ololo-Iloki |
| 27 | Rep. del Congo (bandiera) | D     | Herman Nkodia             |

## Palmarès

### Competizioni nazionali
- Congo Premier League: 13

1968, 1978, 1979, 1980, 1983, 1985, 1987, 1989, 1993, 1994, 2000, 2001, 2006
- Coupe du Congo de Foot-ball: 5

1983, 1995, 2000, 2002, 2006

### Altri piazzamenti
- Congo Premier League:

Secondo posto: 2018-2019

## Partecipazione a competizioni CAF
- CAF Champions League: 3 partecipazioni

2001 - Secondo turno
2002 - Secondo turno
2007 - Secondo turno
- African Cup of Champions Clubs: 8 partecipazioni

1968: primo turno
1979: Secondo turno
1980: Quarti di finale
1982: primo turno
1988: primo turno
1990: Secondo turno
1993: primo turno
1995: primo turno
- CAF Confederation Cup: 1 partecipazioni

2007 -
- CAF Cup: 1 partecipazioni

1992 - Secondo turno
- CAF Cup Winners' Cup: 3 partecipazioni

1996 - primo turno
2000 - quarti di finale
2003 - Secondo turno